# ロジャース＝ラマヌジャン恒等式
ロジャース＝ラマヌジャン恒等式（ロジャース＝ラマヌジャンこうとうしき、英: Rogers-Ramanujan identities）とは、q-級数の関係式。組合せ論においては、整数分割に結びついている。また数理物理学では、統計力学の可解格子模型や共形場理論に関連して現れる。イギリスの数学者レナード・ジェームス・ロジャースに1894年に導かれ、後にインドの数学者シュリニヴァーサ・ラマヌジャンによって、1913年以前のどこかで再発見された。ラマヌジャンと親交が深く、共同研究者であった数学者ゴッドフレイ・ハロルド・ハーディは、“ロジャース＝ラマヌジャン恒等式よりも美しい公式を見つけ出すことは難しいだろう...”と述べている。

## 内容
以下の q-級数の関係式をロジャース＝ラマヌジャン恒等式と呼ぶ。
{\displaystyle \sum _{n=0}^{\infty }{\frac {q^{n^{2}}}{(1-q)(1-q^{2})\cdots (1-q^{n})}}=\prod _{n=1}^{\infty }{\frac {1}{(1-q^{5n-4})(1-q^{5n-1})}}}
{\displaystyle \sum _{n=0}^{\infty }{\frac {q^{n^{2}+n}}{(1-q)(1-q^{2})\cdots (1-q^{n})}}=\prod _{n=1}^{\infty }{\frac {1}{(1-q^{5n-3})(1-q^{5n-2})}}}
1番目の式を第1恒等式、2番目の式を第2恒等式と呼ぶ。これらは q の関数として、|q|<1 で収束するほか、q を不定元とする形式的ベキ級数としても見ることができる。q-解析で使用されるq-ポッホハマー記号
{\displaystyle (a;q)_{n}={\begin{cases}(1-a)(1-aq)(1-aq^{2})\cdots (1-aq^{n-1})&(n>0)\\1&(n=0)\end{cases}}}
を用いれば、
{\displaystyle \sum _{n=0}^{\infty }{\frac {q^{n^{2}}}{(q;q)_{n}}}={\frac {1}{(q;q^{5})_{\infty }(q^{4};q^{5})_{\infty }}}}
{\displaystyle \sum _{n=0}^{\infty }{\frac {q^{n^{2}+n}}{(q;q)_{n}}}={\frac {1}{(q^{2};q^{5})_{\infty }(q^{3};q^{5})_{\infty }}}}
と表すことができる。

## 歴史
ロジャース＝ラマヌジャン恒等式は、イギリスの数学者ロジャースによって最初に導出され、その証明付きの結果は論文として1894年に出版された。しかし、その結果は長らく注目を浴びずに忘れ去られていた。一方で、インドに生まれて、貧しい生活ながら、数学の才能に溢れていたラマヌジャンは、彼が独自に発見した数学の公式や定理をノートブックに書き記していた。ハーディによると、ラマヌジャンは1913年以前のどこかの時点でロジャース＝ラマヌジャン恒等式を得ていた。但し、ラマヌジャンの数学的な結果を導く方法は、厳密な意味での証明ではなく、得られた結果についての証明は書かれなかった。1913年にラマヌジャンは自分の発見した公式をいくつか添えて、ハーディに手紙を送った。ハーディはラマヌジャンの才能を認めて、1914年にイギリスに呼び寄せた。ラマヌジャンが得たロジャース＝ラマヌジャン恒等式の結果を知ったハーディ自身や、ハーディがこれを知らせた数学者たちはその証明を見つけだすことができなかった。そこで、イギリスの数学者であり、イギリス軍少佐でもあったパーシー・アレクサンダー・マクマホンは、1916年にその著書"Combinatory Analysis"の第二巻の中に、証明抜きでラマヌジャンの結果として載せた。1917年に、ラマヌジャンは Proceeding of the London Mathematical Society誌の古い巻で、ロジャースの論文を偶然に見つけた。ラマヌジャンはロジャースの結果に感嘆し、ラマヌジャンはロジャースと手紙でやり取りを行なった。その結果、ロジャースは定理の証明の簡略化に至り、それをラマヌジャンとの共著論文として発表した。一方、同時期に第一次世界大戦によりイギリスとの交流が断たれていたドイツにおいて、数学者イサイ・シューアは、組合せ論的な議論から、独立にロジャース＝ラマヌジャン恒等式を導いた。なお、ロジャースやラマヌジャンは組合せ論的な議論を行ってはおらず、組合せ論的な解釈を与えたのは、シューアとマクマホンである。

## 組合せ論的な解釈
組合せ論において、ロジャース＝ラマヌジャン恒等式は、整数分割の母関数に関する関係式を与えている。すなわち、両辺を q のベキ乗の形で展開したときに現れる qn の係数は、正の整数 n をある一定の条件を満たす形で分割したときの分割数 p(n)  に対応している。
q のベキ乗の形で展開すると、第1恒等式の両辺は
{\displaystyle 1+q+q^{2}+q^{3}+2q^{4}+2q^{5}+3q^{6}+\cdots } （オンライン整数列大辞典の数列 A003114）、
第2恒等式の両辺は
{\displaystyle 1+q^{2}+q^{3}+q^{4}+q^{5}+2q^{6}+\cdots } （オンライン整数列大辞典の数列 A003106）
となる。
分割において、どの和因子もd 以上の差があるとき、d-差的であるという。
第1恒等式では、左辺の無限級数は、6=6, 5+1, 4+2 のように和因子が2-差的となる分割の母関数を与えている。また、右辺の無限乗積は、6=6, 4+1+1, 1+1+1+1+1+1 のように和因子が5を法として1 or 4 に合同となる分割の母関数を与えている。n=6 の分割の場合、第1恒等式のベキ乗展開において、q6 の係数は 3 であり、これが分割の仕方の個数と一致する。同様に第2恒等式では、左辺の無限級数は、6=6, 4+2 のように
和因子が2以上で2-差的となる分割の母関数を与えている。右辺の無限乗積は、6=3+3, 2+2+2 のように和因子が 5 を法として2 or 3に合同となる分割の母関数を与えている。
すなわち、ロジャース＝ラマヌジャン恒等式は
- 正の整数 n の和因子が2-差的な分割数と和因子≡ 1 or 4 (mod 5)となる分割数は等しい
- 正の整数 n の和因子が2以上で2-差的な分割数と和因子≡ 2 or 3 (mod 5)となる分割数は等しい

を意味している。
実際に第1恒等式について、n=1,2, ..,10について、対応する分割を書き下すと次のようになる。但し、各和因子の現れる回数をべき指数の形で表す記法を併用した。例えば、4113 は 4+1+1+1 を表している。
| n  | 分割数 | 和因子≡ 1 or 4 (mod 5)となる分割 | 和因子が2-差的な分割          |
| -- | ------ | -------------------------------- | ----------------------------- |
| 1  | 1      | 1                                | 1                             |
| 2  | 1      | 12                               | 2                             |
| 3  | 1      | 13                               | 3                             |
| 4  | 2      | 14, 41                           | 4, 3+1                        |
| 5  | 2      | 15, 41                           | 5, 4+1                        |
| 6  | 3      | 16, 412, 61                      | 6, 5+1, 4+2                   |
| 7  | 3      | 17, 413, 61                      | 7, 6+1, 5+2                   |
| 8  | 4      | 18, 414, 612, 42                 | 8, 7+1, 6+2, 5+3              |
| 9  | 5      | 19, 415, 613, 421, 91            | 9, 8+1, 7+2, 6+3, 5+3+1       |
| 10 | 6      | 110, 416, 4212, 91, 6141         | 10, 9+1, 8+2, 7+3, 6+3+1, 6+4 |

組合せ論的な観点からは、分割等式への深い理解は、与えられた条件を満たす和因子の2つの集合間を対応付ける全単射写像を具体的に構成することによって得られる。ロジャース＝ラマヌジャン恒等式に対する全単射写像は、アドリア・ガルシアとステファン・ミルンによる50ページに及ぶ論文で与えられた。さらにデヴィッド・ブレスードとドロン・ザイルバーガーは全単射写像による証明を2ページまでに単純化した。しかしながら、それらの証明は易しいものではなく、さらに単純な組合せ論的な証明が望まれている。

## ロジャース＝ラマヌジャン連分数
|q|<1 に対し、
{\displaystyle R(q)={\cfrac {q^{1/5}}{1+{\cfrac {q}{1+{\cfrac {q^{2}}{1+{\cfrac {q^{3}}{1+\ddots }}}}}}}}}
で定義される連分数をロジャース＝ラマヌジャン連分数という。
ロジャース＝ラマヌジャン恒等式に現れる無限乗積を
{\displaystyle G(q)=\prod _{n=1}^{\infty }{\frac {1}{(1-q^{5n-4})(1-q^{5n-1})}}}
{\displaystyle H(q)=\prod _{n=1}^{\infty }{\frac {1}{(1-q^{5n-3})(1-q^{5n-2})}}}
とおくと、
{\displaystyle R(q)=q^{1/5}{\frac {H(q)}{G(q)}}}
が成り立つ。この結果はロジャースによって、示された。
ラマヌジャンは R(q) の満たす関係式として、
{\displaystyle R(e^{-2\pi })={\sqrt {\frac {5+{\sqrt {5}}}{2}}}-{\sqrt {\frac {1+{\sqrt {5}}}{2}}}}
や u=R(q)、v=R(q5) としたときに、
{\displaystyle u^{5}=v{\frac {1-2v+4v^{2}-3v^{3}+v^{4}}{1+3v+4v^{2}+2v^{3}+v^{4}}}}
が成り立つことを導いており、ハーディに送った最初の手紙に記している。これらの関係式について、ハーディは“これらと少しでも似通ったものを今まで見たことはなかった。一瞥しただけで、最高級の数学者のみが書き下せるものであることを示すのに十分である。それらは正しいに違いない。もし正しくないとすれば、一体誰がそんなものを捏造するだけの想像力を持ちあわせているというのか。”と述べている。

## 周辺分野との関係
1970年代後半にロジャース＝ラマヌジャン恒等式が無限次元リー代数の表現論と結びつくことが明らかにされた。1978年にジェームス・レポースキーらはアフィン・リー代数 A1(1)=(2,C)についての標準加群の指標公式の特別な場合に相当することを見出した。レポースキーとロバート・リー・ウイルソンは、さらにA1(1)のレベル3 加群を用いて、ロジャース＝ラマヌジャン恒等式が導かれることを示した。
また、ロドニー・バクスターとジョージ・アンドリューズによって1980年代前半に2次元三角格子上の統計力学模型である hard hexagon model が厳密に解かれ、その自由エネルギーや粒子密度が{\displaystyle G(q)}や{\displaystyle H(q)}の簡潔な組み合わせで表現できることが示された。これは hard hexagon model や3状態Potts模型が共有する2次元共形場理論の臨界指数などの情報が、ロジャース＝ラマヌジャン恒等式に登場する無限積に埋め込まれていることを意味する。

### 注
1. ↑  ロジャースはロジャーズと表記されることもある。
2. ↑  
公式
{\displaystyle {\frac {1}{1-q}}=1+q+q^{2}+q^{3}+\cdots }
から、例えば、第1恒等式の左辺は
{\displaystyle {\begin{aligned}\sum _{n=0}^{\infty }{\frac {q^{n^{2}}}{(1-q)(1-q^{2})\cdots (1-q^{n})}}&=1+{\frac {q}{(1-q)}}+{\frac {q^{4}}{(1-q)(1-q^{2})}}+{\frac {q^{9}}{(1-q)(1-q^{2})(1-q^{3})}}+\cdots \\&=1+q(1+q^{2}+q^{3}+q^{4}+q^{5}+\cdots )\\&\quad +q^{4}(1+q+q^{2}+q^{3}+\cdots )(1+q^{2}+q^{4}+\cdots )\\&\quad +q^{9}(1+q+q^{2}+q^{3}+\cdots )(1+q^{2}+q^{4}+\cdots )(1+q^{3}+q^{6}+\cdots )\\&\quad +\cdots \\&=1+q^{2}+q^{3}+2q^{4}+2q^{5}+3q^{6}+\cdots \end{aligned}}}
第1恒等式の右辺は
{\displaystyle {\begin{aligned}\prod _{n=1}^{\infty }{\frac {1}{(1-q^{5n-4})(1-q^{5n-1})}}&={\frac {1}{(1-q)(1-q^{4})(1-q^{6})(1-q^{9})}}\cdots \\&=(1+q+q^{2}+q^{3}+q^{4}+q^{5}+q^{6}+\cdots )\\&\quad (1+q^{4}+q^{8}+q^{12}+\cdots )\\&\quad (1+q^{6}+q^{12}+\cdots )\cdots \\&=1+q^{2}+q^{3}+2q^{4}+2q^{5}+3q^{6}+\cdots \end{aligned}}}
である。qn の係数がどのように定まるかを見ると、分割の母関数としての役割がわかる。

### 書籍
- Andrews, George E.; Kimmo, Eriksson (2004). Integer Partitions (2nd ed.). Cambridge University Press. ISBN 978-0521600903; ジョージ・アンドリューズ、キムモ・エリクソン『整数の分割』佐藤文広（訳）、数学書房、2006年。ISBN 978-4903342610。

- Chan, Hei-chi (2011). An Invitation to q-Series: From Jacobi's Triple Product Identity to Ramanujan's "Most Beautiful Identity". World Scientific. ISBN 978-9814343848

- Hardy, G. H. (1940). Ramanujan: Twelve Lectures on Subjects Suggested by His Life and Work. Cambridge University Press, Reiisued AMS Chelsea (1999); G.H. ハーディ『ラマヌジャン その生涯と業績に想起された主題による十二の講義』髙瀬幸一（訳）、丸善出版〈数学クラシックス〉、2016年。ISBN 978-4621065297。

- MacMahon, Percy A. (1916). Combinatory Analysis. 2. Cambridge University Press

- Ramanujan, Srinivasa (1927). G H Hardy, P V Seshu Aiyar, B M Wilson. ed. Collected Papers of Srinivasa Ramanujan. Cambridge University Press, Reiisued AMS Chelsea (2000)

- Sills, Andrew V. (2017). An Invitation to the Rogers-Ramanujan Identities. CRC Press. ISBN 978-1498745253
  - Andrew V. Sills、髙瀨幸一(訳)：「魅惑のロジャーズ・ラマヌジャン恒等式」、共立出版、ISBN 978-4-320-11458-6 (2021年10月10日).

### 論文
- Bressoud, David M.; Zeilberger, Doron (1982), “A short Rogers-Ramanujan bijection”, Discrete Math. 38:  313-315, doi:10.1016/0012-365X(82)90298-9

- Garsia, A. M.; Milne, S. C. (1981), “A Rogers-Ramanujan bijection”, J. Combin. Theory, Series A 31:  289-339, doi:10.1016/0097-3165(81)90062-5

- Lepowsky, J.; Milne, S. (1978), “Lie algebraic approaches to classical partition identities”, Adv. Math. 29:  15-59, doi:10.1016/0001-8708(78)90004-X

- Rogers, L. J. (1894), “Second Memoir on the Expansion of certain Infinite Products”, Proc. London Math. Soc. 25 (1):  318-343, doi:10.1112/plms/s1-25.1.318

- Rogers, L. J.; Ramanujan, Srinivasa (1919), “Proof of certain identities in combinatory analysis.”, Cambr. Phil. Soc. Proc. 19:  211-216, Reprinted in Ramanujan's collected papers

- Schur, Issai (1917), “Ein Beitrag zur additiven Zahlentheorie und zur Theorie der Kettenbruche”, Sitzungsberichte der Berliner Akademie:  302-321

### 類似した恒等式
- オイラーの分割恒等式: 和因子が±1 (mod 5)であるロジャース＝ラマヌジャン恒等式のmod 4版
- シューアの分割定理: 和因子が±1 (mod 5)であるロジャース＝ラマヌジャン恒等式のmod 6版

### 研究者
- ジョージ・アンドリューズ
- ルーシー・ジョアン・スレーター
- ジョージ・ネビル・ワトソン